# Mary Mayo
Mary Mayo Riker Ham (* 20. Juli 1924 in Statesville, North Carolina; † im Dezember 1985 in New York City) war eine US-amerikanische Sängerin im Bereich des Jazz, Folk, Exotica, Easy Listening und der Popmusik.

## Leben und Wirken
Mary Mayo, die Tochter von Lois Long und Franklin Riker, die beide Opernsänger waren, besuchte die Highschool in Statesville und anschließend das Peace College in Raleigh, um 1945 Gesang an der New Yorker Juilliard School zu studieren. 1946 gewann sie in einer Talentshow, im Sommer des Jahres trat sie in einem Hotel in Montréal auf. Sie war dann bei Sendungen der lokalen Radiostation WBT in Charlotte (North Carolina) zu hören. Bald darauf wurden Talentscouts auf die Sängerin mit einem Stimmumfang von vier Oktaven aufmerksam, zu der sie lapidar meinte:
„My voice runs from low A below middle C to A-flat above high C, but it's not something you ever need.“.
1950 nahm sie für Hi-Tone im Duo mit Art Gentry den Delmore Brothers-Song Blues Stay Away from Me auf, als Mary Mayo & the Riddlers den Titel The Wedding Samba. Das Magazin Down Beat widmete ihr am 15. Juni 1951 eine Titelgeschichte und Johnny Mercer verschaffte ihr einen Plattenvertrag bei Capitol Records, wo die 78er A Penny a Kiss, A Penny a Hug / Bring Back the Thrill sowie die Sammy-Cahn-Songs I Can See You / Dark Is the Night erschienen. Frank Sinatra hörte ihre Coverversion von Blue Moon und holte sie als Gast in seine erste Fernsehshow; es folgten Auftritte bei Cavalcade of Stars (1952) und in den Shows von Jackie Gleason (1953), Perry Como und Jack Parr. Sie wurde dann Mitglied im von Tex Beneke geleiteten Glenn Miller Orchestra; in dieser Zeit heiratete sie Al Ham, der in der Beneke-Band als Arrangeur und Bassist arbeitete.
Nach der Geburt der gemeinsamen Tochter Lorri ließ sich das Paar 1956 in New York City nieder, wo ihr Mann Al Ham in den Musikstudios von Columbia Records als Produzent arbeitete. Er war auch 1965 bei der Paramount-Produktion des B-Movies Harlow (Regie: Alex Segal) tätig, für den Mayo an der Filmmusik mitwirkte, die von Ham und Nelson Riddle stammte. In den folgenden Jahren wirkte sie sporadisch an weiteren Filmproduktionen und Soundtrack-Alben von Broadway-Musicals mit, u. a. als Sessionsängerin für Johnny Mathis und Tony Bennett; außerdem sang sie an der Seite von Don Elliott im kurzlebigen Vokalensemble The Manhattanaires.
Ab Ende der 1950er Jahre spielte sie eine Reihe von Singles für Columbia ein, die jedoch nicht in die Charts gelangten, wie Goodbye Now im Duett mit Jerry Vale. Ihr größter Erfolg war das mit Dick Hyman einspielte Album Moon Gas (MGM Records, 1963) im Genre des Space Age Pop, das sich durch Mayos meist wortlosen sphärischen Gesang, Hymans Theremin-ähnliche Klangbilder am Moog-Synthesizer und die besonderen Gitarreneffekte von Vinnie Bell auszeichnete. 1969 wirkte sie bei Duke Ellingtons Konzert zur Feier seines siebzigsten Geburtstags im Weißen Haus mit; Joe Williams und Mayo sangen Ellington-Songs im Arrangement von Gerry Mulligan.
In den 1970er Jahren trat sie als Mitglied der Folkgruppe The Hillside Singers in Erscheinung, die in den Vereinigten Staaten durch den Jingle I’d Like to Give the World a Coke populär wurde. Die Gruppe hatte Ham als Ersatz für The New Seekers aus Studiomusikern zusammengestellt, darunter Mayo und ihrer Tochter Lorri. Ein weiterer Erfolgstitel war I'd Like to Teach the World to Sing, den auch die New Seekers bald darauf veröffentlichten. Es folgten noch zwei Alben der Gruppe mit Folk-Standards. In den folgenden Jahren trat Mayo in der Radiosendung The Music of Your Life auf, die vorwiegend Easy-Listening-Musik bot. Ende der 1970er Jahre trat Mayo in verschiedenen New Yorker Nachtclubs auf, u. a. begleitet von George Shearing. In dieser Zeit arbeitete sie mit dem Komponisten Loonis McGlohon zusammen (A Child's Christmas und Land of Oz). Kurz nach ihrem Tod erschien 1986 bei Audiophile unter dem Titel Time Remembered ein Mitschnitt aus dem Jahr 1977, den Mayo für NPR-Sendung American Popular Song von Alec Wilder aufgenommen hatte.
Whitney Balliett verglich ihre Stimme mit der von Sarah Vaughan.

## Diskographische Hinweise
- Bobby Hackett, Billy Butterfield, Luiz Henrique, Mary Mayo: Bobby/Billy/Brasil (Verve, 1967)
- 1969 All Star Tribute to Duke Ellington at the White House (Blue Note Records)
- Dancing in the Dark (ed. 2008)